# Синергия
Синергия (синергизъм) е взаимодействие между фактори, обуславящи сходни процеси, при което полученият ефект е по-голям от сумата на индивидуалните ефекти, дължащи се на отделните фактори. Произлиза от гръцката дума συνέργια, означаваща „работят заедно“.

## Дефиниция и използване
В природата синергизмът е много разпространен. Среща се в химията (водата е сбор от водород и кислород), взаимодействието между гените в генома, разделянето на работата в бактериалните колонии, също така работата в екип на социално организирани групи, като пчелите и вълците. В бизнеса синергията означава, че работата в екип дава по-добър резултат, отколкото работата на всеки един от членовете на групата поотделно.
Комбинацията от силните страни на човека и компютъра при игра на шах е също вид синергия. Компютърът изчислява възможните ходове, докато човекът взема най-подходящото решение за случая.

## Синергия при лекарствата
Когато лекарства взаимодействат и ефектите (или страничните им ефекти) им се допълват или увеличават. Пример за това е комбинацията на кодеин с ибупрофен, за да се увеличи обезболяващото действие на кодеина. Синергичното взаимодействие на някои лекарства може да е опасно.